# Роберт Луїс Стівенсон
Ро́берт Луїс Сті́венсон  (також іноді Роберт Лу́їс Белфо́р Стівенсон; англ. Robert Louis Balfour Stevenson; 13 листопада 1850, Единбург — 3 грудня 1894, Апіа, Самоа) — шотландський письменник. Здобув світову славу завдяки роману «Острів скарбів», який є класичним зразком пригодницької літератури. Також є автором гостросюжетних романів («Викрадений», «Корабельна катастрофа», «Володар Баллантре», «Катріона») та численних оповідань. Автор історичних романів («Чорна стріла», «Принц Отто» тощо), психологічних повістей тощо.

## Життєпис

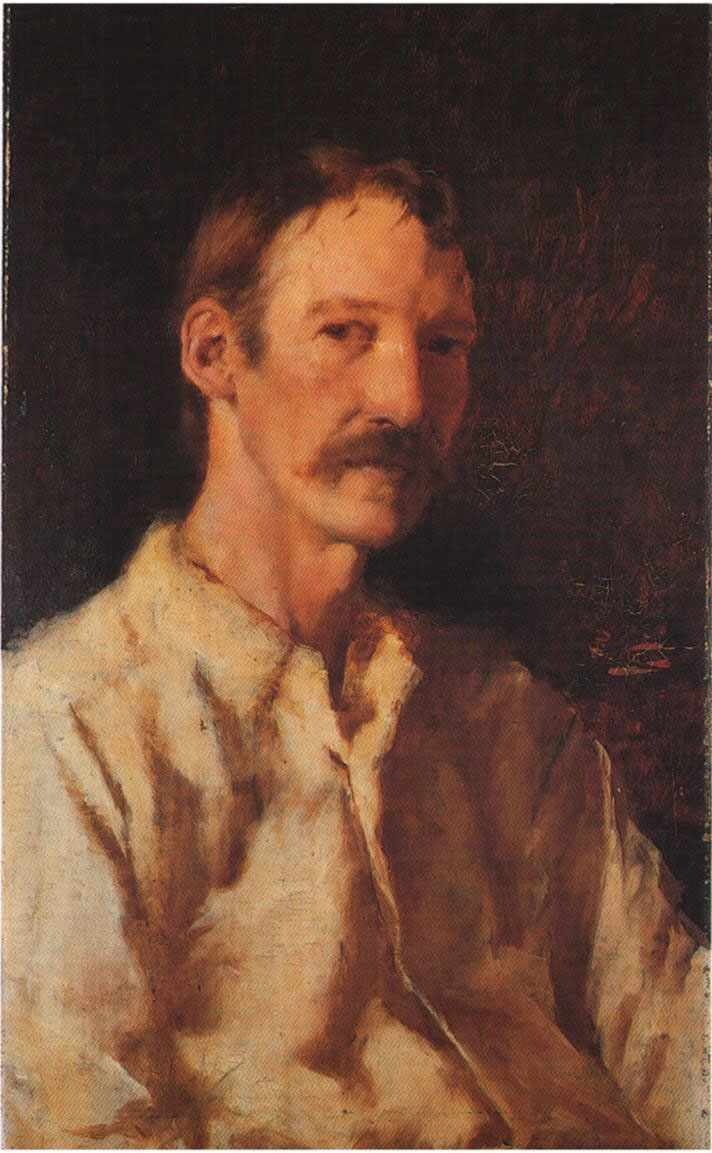
Стівенсон Роберт Льюїс

Роберт Луїс Стівенсон народився 13 листопада 1850 року в Единбурзі — політичному й культурному центрі Шотландії. Звідси й основна тема більшості його творів — Шотландія, її історія та герої.
Роберт народився в сім'ї інженера, за материнською лінією належав до стародавнього роду Белфурів. Його дід і батько будували хвилерізи та маяки. При хрещенні одержав ім'я Роберт Льюїс Белфур, але в зрілому віці відмовився від нього, змінивши прізвище на Стівенсон.
Роберт був єдиною дитиною в сім'ї. Виховували його в строгому релігійному дусі. На третьому році життя переніс тяжку хворобу бронхів, наслідки якої мучили його потім усе життя і призвели до ранньої смерті. У віці 17-ти років вступив до Единбурзького університету, де отримав юридичну освіту. Вперше в літературі ім'я Стівенсона з'явилось 1866 року.
У 1873 році він став професійним письменником. Найвідоміший його роман «Острів скарбів», що його видали окремим виданням у 1883 році, приніс автору широкий успіх.
А все почалося із забави. Як розповідав сам Стівенсон: 
| Одного разу я накреслив карту острова; вона була старанно і красиво розфарбована. Я назвав свій витвір „Островом скарбів“. Я чув, що існують люди, для яких карти нічого не значать, але не можу собі цього уявити! Назви, обриси лісів, напрямок доріг і річок, доісторичні сліди людини;— от невичерпне джерело для всякого, у кого є очі і хоч на гріш уяви. Коли я спрямував замислений погляд на карту свого Острова, то серед придуманих лісів заворушилися герої моєї майбутньої книги. Засмаглі обличчя їх і блискуча зброя висувалися із найнесподіваніших місць; вони снували туди і сюди, боролися і шукали скарби на декількох квадратних дюймах щільного паперу… |
У читацькій пам'яті Р. Л. Стівенсон нерідко виявляється автором однієї книги — «Острів скарбів». Тим часом складні вузли багатьох літературних проблем на англійському ґрунті сходяться як колись, так і тепер до творчості Стівенсона. І коли письменник Ґрем Ґрін ставить його ім'я в ряд найвпливовіших своїх учителів — це не просто жест. Щоб зрозуміти велич Стівенсона, треба згадати про нього як про автора багатьох інших книг і ретельно розібрати очевидну романтику, що так виразно виділила його творчість. «Подорож усередину країни» чи шляхові нариси Стівенсона про його подорож по Франції розпочинають традицію, що втілилася пізніше в книгах Джерома К. Джерома «Дозвільні думки ледаря», «Троє в одному човні», де подорож підмінюється стандартною «прогулянкою» і де нібито сам собою виявляється ідіотизм обивательського побуту.
Інша знаменита робота Стівенсона, «Дивна історія доктора Джекіла і містера Хайда», вийшла в 1886 році.
Третя значна робота письменника, «Володар Баллантре», написана під час подорожі Південними морями на борту яхти «Каско». «Володаря Баллантре» можна назвати шотландським варіантом «Братів Карамазових», не в розумінні впливу, а тому, що Стівенсон сам дійшов до тієї ж ідеї — через розпад стародавньої родини показати поворот у національній історії. Два брати, чиї відносини, крім відмінності темпераментів, до крайності ускладнені і боротьбою політичною, і боротьбою за право успадкування. Старший став учасником заколоту 1745 року — останньої спроби шотландців відокремитися від Англії. Тим часом молодший залишився вдома, заволодівши маєтком та нареченою брата.
Письменник з дитинства хворів на туберкульоз. Лікарі порадили йому змінити клімат. Спочатку він збирався оселитися в Австралії, але клімат Самоа визнали для нього набагато кориснішим. У результаті подружжя Стівенсонів, всього за 200 фунтів стерлінгів, придбало 126 гектарів землі в горах за 5 кілометрів від столиці Західного Самоа — Апії.
У грудні 1889 р. Роберт Стівенсон і його дружина Фанні прибули на Самоа на борту шхуни «Екватор». Вони оселились на острові Уполу. Незабаром тут, неподалік міста Апіа, побудували віллу Вайліма — грандіозну на той час для Самоа будівлю. Насправді це був звичайний європейський будинок, але для тубільців, що звикли жити в пальмових хатинках з критим листям дахами, він здавався на рідкість розкішним. Нові поселенці привезли із собою все, щоб зробити життя в цьому дикуватому місці максимально комфортним, — книги і меблі, ліки й іграшки для дітей, навіть музичну скриньку. Тубільці боялися її як вогню, думаючи, що в ній живуть злі привиди.
Улюбленим місцем письменника, крім робочого кабінету і бібліотеки, став зал із каміном. Стівенсон не уявляв життя без каміну, хоча тут він був непотрібний. Температура на Самоа рідко опускається нижче +20 °C. Так чи інакше, але дотепер Вайліма залишається на Самоа єдиним будинком з каміном.
Незважаючи на благодатну атмосферу, Стівенсон не написав на Самоа жодної серйозної книги. Століття романтизму закінчилося. Саме в цей час йшов активний розподіл Полінезії між Британією, Америкою і Німеччиною. Письменник включився в боротьбу за права місцевого населення й отримав на цій ниві славу серед аборигенів. Він став національним героєм Самоа. З тих пір його ім'ям на Західному Самоа називають готелі і вулиці, ресторани і кафе.
На жаль, ні любов тубільців, для яких подружжя Стівенсонів улаштувало у своїй віллі лікарню, ні ненависть колонізаторів, ні благодатний клімат не допомогли письменнику. 3 грудня 1894 року він помер від туберкульозу на тлі хронічної дихальної недостатності, заповівши поховати себе недалеко від свого нового будинку.

## Найзначніші твори
Романи
- Острів скарбів (1883 рік)
- Володар Баллантре (1888 рік)
- Чорна стріла (1888 рік)

Оповідання
- Діамант Раджі (1878 рік)
- Викрадач тіл (1884 рік)
- Дивна історія доктора Джекіла і містера Хайда (1886 рік)

Балади
- Вересовий трунок

## Образ у літературі
Дитячі роки Роберта Луїса описані в книзі для дітей «Андрій Кокотюха про Луї Буссенара, Томаса Майна Ріда» / А. Кокотюха; художник М. Німенко. — Київ : Грані-Т, 2008. — 88 с. : ілюстр. ; 20 см. — Серія «Життя видатних дітей». — 3000 примірників — ISBN 978-966-465-126-1 (в оправі)

## Переклади українською
Зібрання творів
- Роберт Луїс Стівенсон. Твори в 5 томах. Переклад з англійської. Київ: Українознавство, 1995 (прим.: вийшло лише 2 з 5 томів)
  - Том 1: Острів скарбів; Нові арабські ночі.[10] Переклад з англійської: Петро Таращук, Ростислав Доценко, Юрій Корецький, Юрій Лісняк. Київ: Українознавство, 1995. 384 стор. ISBN 5-7770-0855-0
  - Том 2: Химерна пригода з доктором Джекілом та містером Гайдом; Вечірні розмови на острові; Викрадений.[11] Переклад з англійської: Іван Коваленко, Максим Стріха, Олександр Терех, Юрій Лісняк. Київ: Українознавство, 1995. 350 стор. ISBN 5-7770-0856-9

Химерна пригода з доктором Джеком та містером Гайдом
- Роберт Л'юіс Стівенсон. Дивний винахід д-ра Екілла: повісті. Переклад з англійської: ?. Львів: ?, 1921. 125 стор. ("Бібліотека «Нового Часу» ; чис. І).[12]
- Роберт Луїс Стівенсон. Химерна пригода з доктором Джеком та містером Гайдом. Острів Голосів. Переклад з англійської: М. Стріха та Ю. Лісняк. Київ: Знання, 1993; 64 стор.
- Франкенштайн: готичні повісті. Переклад з англійської: Наталя Тисовська, Катерина Плугатир, Антоніна Нішта. Київ: KM Books, 2010. 315 стор. (Золотий бестселер). ISBN 978-617-538-022-2
  - Роберт Луїс Стівенсон. Химерна історія доктора Джекіла і містера Гайда (пер. Катерина Плугатир)
  - Мері Шеллі. Франкенштайн (пер. Антоніна Нішта)
  - Джон Вільям Полідорі. Вурдалак (пер. Наталя Тисовська)

Острів скарбів
- Роберт Л'юіс Стівенсон. Остров з закопаними скарбами. Переклад з англійської: не вказано. Львів: Товариство «Українська літературна скарбниця», 1918. 191 стор. — (Українська літературна скарбниця; Ч.1)[12]
- Роберт Л'юіс Стівенсон. «Острів скарбів». Переклад з англійської: Сергій Буда (вірш «Незважливому читачеві» переклав Максим Рильський); вступна стаття та редакція: М. Калинович. Київ: Слово, 1929. 232 стор. (перевидання 1957)[13][14]
- Роберт Л'юіс Стівенсон. Острів скарбів. Переклад з англійської: Юрій Корецький. Київ-Одеса: Молодий більшовик, 1936. 275 стор.[14]
  - (передрук) Роберт Л'юіс Стівенсон. Острів скарбів. Переклад з англійської: Юрій Корецький. Київ: Молодь, 1974. 191 стор.
  - (передрук) Роберт Луїс Стівенсон. Острів скарбів. Переклад з англійської: Юрій Корецький. Київ: Веселка, 2003. 204 стор. (серія «Пригоди. Фантастика»). ISBN ISBN 966-01-0242-9
  - (передрук) Роберт Луїс Стівенсон. Острів скарбів. Переклад з англійської: Юрій Корецький за редакцією Ростислава Доценка. Київ: Школа; НКП, 2005. 287 стор. (серія «Світ неймовірних пригод»). ISBN 966-661-444-8 («Школа»). ISBN 966-339-256-8 (НКП)
  - (передрук) Роберт Луїс Стівенсон. Острів скарбів. Переклад з англійської: Юрій Корецький за редакцією Ростислава Доценка; ілюстрації: Роберт Інґпен. Київ: Махаон-Україна / Рідна мова, 2009. 238 стор. (серія «Шукачі пригод»). ISBN 978-611-526-073-7 (передрук з однаковим ISBN у 2010)
  - (передрук) Роберт Луїс Стівенсон. Острів скарбів. Переклад з англійської: Юрій Корецький за редакцією Ростислава Доценка. Київ: НКП, 2010. 287 стор. (серія «Бібілотека шкільної класики»). ISBN 978-966-339-879-2
  - (передрук) Роберт Луїс Стівенсон. Острів скарбів. Переклад з англійської: Юрій Корецький за редакцією Ростислава Доценка. Київ: НКП, 2011. 287 стор. (серія «Дитячий світовий бестселер. Англія»). ISBN 978-617-592-139-5
  - (передрук) Роберт Луїс Стівенсон. Острів скарбів. Переклад з англійської: Юрій Корецький за редакцією Ростислава Доценка; ілюстрації: Роберт Інґпен. Київ: Махаон-Україна / Рідна мова, 2014. 238 стор. (серія «Шукачі пригод»). ISBN 978-617-526-073-9
- Роберт Луїс Стівенсон. Острів скарбів. Переклад з англійської: І. Толока, С. Тугай. Харків: КСД, 2006. 160 стор. (Моя улюблена класика). ISBN 966-343-357-4; ISBN 978-966-343-357-8 (додатковий наклад)
- Роберт Луїс Стівенсон. Чорна стріла; Острів скарбів. Переклад з англійської: Н. Б. Клименко, О. А. Росінська. Донецьк: ТОВ ВКФ «БАО», 2006. 416 стор. (Бібліотека світового бестселера). — ISBN 966-338-446-8
- Роберт Луїс Стівенсон. Острів скарбів. Переказ з англійської: Л. Кузнєцова; художник: В. Котляров. Київ: Країна мрій, 2009. 256 стор. (Серія «Улюблені книжки», «Всеволод Нестайко радить прочитати»). ISBN 978-966-424-170-7 (передрук з однаковим ISBN у 2010, 2011, 2012, 2013)
- Роберт Луїс Стівенсон. Острів скарбів. Переклад з англійської: І. Базилянська; малюнки: Н. Козлова. Харків: Школа, 2009. 544 стор. ISBN 966-8114-48-5 (Золота серія «Бібліотека пригод»)
- Роберт Луїс Стівенсон [автор адаптації тексту для дітей: Андрій Клімов]. Острів скарбів. Переклад з російської: Світлана Скляр; художник: Михайло Курдюмов. Харків: КСД, 2010. 237 стор. (Серія «Бібліотека пригод»). ISBN 978-966-14-0883-7; ISBN 978-966-14-0883-7 (додатковий наклад у 2011)
- Роберт Луїс Стівенсон [автор адаптації тексту для дітей: Е. Дамі]. Острів скарбів: Переклад з французької: С. А. Гордієнко; худож. Тоні Вульф. Харків: Ранок, 2013. 48 стор. (Світова класика — дітям). ISBN 9786170905574
- Роберт Луїс Стівенсон. Острів скарбів. Переклад з англійської: Олександр Гончар. Київ: Знання, 2015. 253 стор. ISBN 978-617-07-0234-0
- Роберт-Луїс Стівенсон. Острів скарбів. Переклад з англійської та примітки: Віктор Губарев; обкладинка та ілюстрації: Юрій Симотюк. Львів: Урбіно, 2018. 272 стор. ISBN 978-966-2647-52-5

Чорна стріла
- Роберт Луїс Стівенсон. Чорна стріла. Переклад з англійської: І. Коваленко; ілюстрації: В. Колтунов. Київ: Дитвидав, 1958. 224 стор.
  - (передрук) Роберт Луїс Стівенсон. Чорна стріла. Переклад з англійської: І. Коваленко.[15] Харків: ТОВ Septima, 2006. 288 стор. (серія «У світі пригод»). — ISBN 966-674-123-7
- Роберт Луїс Стівенсон. Чорна стріла. Переклад з англійської: Микола Дмитренко; малюнки: Ольга Воронкова. Київ: KM Books, 2015. 272 стор. ISBN 978-966-923-003-4
  - (передрук) Роберт Луїс Стівенсон. Чорна стріла. Переклад з англійської: Микола Дмитренко. Київ: KM Books, 2017. 280 стор. ISBN 978-617-7409-72-3

Викрадений
- Роберт Луїс Стівенсон. Викрадений. Переклад з англійської: І. Коваленко. Київ: Молодь, 1960. 215 стор. (Серія «Бібліотеки пригод та наукової фантастики»)
  - (передрук) Роберт Луїс Стівенсон. Викрадений. Переклад з англійської: І. Коваленко; упорядник серії: Юрій Винничук. Львів: ЛА «Піраміда», 2006. 352 стор. (Серія «Піраміда пригод»). ISBN 966-8522-79-6

Катріона
- Роберт Луїс Стівенсон. Катріона. Переклад з англійської: І. Коваленко; Художник: М. Штаєрман. Київ: Молодь, 1961. 260 стор. (Серія «Бібліотеки пригод та наукової фантастики»)
  - (передрук) Роберт Луїс Стівенсон. Викрадений. Катріона: романи. Переклад з англійської: Іван Коваленко. Київ: Наш Формат, 2015. 478, стор. (Серія «Класика»). ISBN 978-617-7279-19-7

Кораблетроща
- Роберт Л'юіс Стівенсон. Корабельна катастрофа. Переклад з англійської: В.Бойченко. Київ: Веселка, 1984. 359 стор.

Інші твори
- Роберт Л. Стівенсон. Клюб самовбийників / Переклад з англійської. Вінніпег: Canadian-Ukrainian Pub. Co., 1920. 27 с.
- Роберт Л. Стівенсон. Пекельна пляшка / Переклад з англійської. Гайденав: Заграва, 1947. 82 с.
- Роберт Луїс Стівенсон. Сатанинська пляшка: оповідання. Переклад з англійської: О. І. Терех. Київ: Веселка, 2003. 54 с. (Серія «Золотий жук. Диво-пригоди»). ISBN 966-01-0252-6
- Роберт Луїс Стівенсон. Філдінг і Річардсон. // Всесвіт, 1969, № [джерело?]
- Роберт Луїс Стівенсон. Вересовий трунок: поезії. // Всесвіт, 2000, № 5-6